# 路志正
路志正（1920年12月—2023年1月20日），男，河北藁城人，中国中医学家，中国中医科学院主任医师，首届国医大师，第六、七、八届全国政协委员。